# Josef Topol
Josef Topol (* 1. April 1935 in Poříčí nad Sázavou; † 15. Juni 2015 in Prag) war ein tschechischer Schriftsteller und Übersetzer.

## Leben
Josef Topol war nach seiner Matura im Jahr 1953 Lektor im Theater Divadlo D 34, das Emil František Burian gründete. Währenddessen nahm er das Studium der Theaterwissenschaft an der Prager DAMU auf, das er im Jahr 1959 abschloss.
Seit 1959 war Josef Topol als Schriftsteller tätig, seit 1965 auch als Regisseur und Dramaturg im Theater Divadlo za branou, das er gemeinsam mit Otomar Krejča, Karel Kraus, Jan Tříska und Marie Tomášová gründete. Im Jahre 1972 wurde die Tätigkeit dieses Theaters vom Staat verboten und Topol verlor somit seine dortige Anstellung.
In den darauffolgenden Jahren arbeitete er als Korrektor, Fabriks- und Bauarbeiter. Gleichzeitig war er auch als Übersetzer tätig, allerdings unter dem Namen eines Freundes. Topol gehörte auch zu den ersten Unterzeichnern der Charta 77.
Auch sein Sohn Jáchym Topol ist literarisch tätig. Sein jüngerer Sohn Filip Topol war Sänger und Texter der Rockband Psí vojáci.

## Werk
Dramen
- Půlnoční vítr, 1955, inspiriert durch Kosmas’ Kronika Čechů (Válka s Lučany)
- Jejich den, 1957
- Konec masopustu, 1962
- Kočka na kolejích (dt.: Die Katze auf dem Gleis), 1964, mit dem das Divadlo za branou 1965 eröffnet wurde. In dem Stück werden nicht nur die Liebe in Frage gestellt, sondern auch Herzlichkeit und Aufrichtigkeit. Im Zentrum steht der Gedanke, dass alles vergänglich und nur der Tod ewig ist.
- Slavík k večeři, 1965, Premiere 1967
- Hodina lásky, 1966, Premiere 1968
- Dvě noci s dívkou aneb Jak okrást zloděje, verfasst 1968 – 70, Vorpremiere 1972
- Sbohem, Sokrate!, 1976
- Stěhování duší, 1985
- Hlasy ptáků, 1988, Premiere 1989 im "Divadlo na Vinohradech"

Übersetzungen
- Racek, 1960, von Anton Pawlowitsch Tschechow
- Romeo a Julie, 1963, von William Shakespeare
- Tři sestry, 1968, von Anton Pawlowitsch Tschechow (mit Karel Kraus)
- Ivanov, 1965, von Anton Pawlowitsch Tschechow (mit Karel Kraus)
- Ifigenie v Aulidě, 1981 von Euripides

## Auszeichnungen und Preise
- Karel-Čapek-Preis, 2000
- Verdienstmedaille (1998)